# Càrrega superficial

La redistribució de càrrega a les superfícies metàl·liques la càrrega superior no està en equilibri electroestàtic, ja que encara hi ha una component de força paral·lela a la superfície metàl·lica.

Una càrrega superficial és una càrrega elèctrica present en una superfície bidimensional. Aquestes càrregues elèctriques estan restringides en aquesta superfície 2-D, i la densitat de càrrega superficial, mesurada en coulombs per metre quadrat (C•m−2), s'utilitza per descriure la distribució de càrrega a la superfície. El potencial elèctric és continu a través d'una càrrega superficial i el camp elèctric és discontinu, però no infinit; això és tret que la càrrega superficial consta d'una capa de dipol. En comparació, el potencial i el camp elèctric divergeixen en qualsevol càrrega puntual o lineal.
En física, a l'equilibri, un conductor ideal no té càrrega al seu interior; en canvi, la totalitat de la càrrega del conductor resideix a la superfície. Tanmateix, això només s'aplica al cas ideal de conductivitat elèctrica infinita; la majoria de la càrrega d'un conductor real resideix a la profunditat de la pell de la superfície del conductor. Per als materials dielèctrics, després de l'aplicació d'un camp elèctric extern, les càrregues positives i negatives del material es mouran lleugerament en direccions oposades, donant lloc a una densitat de polarització al cos massiu i una càrrega lligada a la superfície.
En química, hi ha molts processos diferents que poden conduir a la càrrega d'una superfície, inclosa l'adsorció d'ions, la protonació o desprotonació i, com s'ha comentat anteriorment, l'aplicació d'un camp elèctric extern. La càrrega superficial emet un camp elèctric, que provoca repulsió i atracció de partícules, afectant moltes propietats col·loïdals.
La càrrega superficial pràcticament sempre apareix a la superfície de la partícula quan es col·loca en un fluid. La majoria dels fluids contenen ions, positius (cations) i negatius (anions). Aquests ions interactuen amb la superfície de l'objecte. Aquesta interacció podria conduir a l'adsorció d'alguns d'ells a la superfície. Si el nombre de cations adsorbits supera el nombre d'anions adsorbits, la superfície tindria una càrrega elèctrica positiva neta.
La dissociació del grup químic superficial és un altre mecanisme possible que condueix a la càrrega superficial.

## Densitat
La densitat de càrrega superficial es defineix com la quantitat de càrrega elèctrica, q, present en una superfície d'una àrea determinada, A: {\displaystyle \sigma ={\frac {q}{A}}}

### Conductors
Segons la llei de Gauss, un conductor en equilibri que transporta un corrent aplicat no té càrrega al seu interior. En canvi, la totalitat de la càrrega del conductor resideix a la superfície i es pot expressar amb l'equació: {\displaystyle \sigma =E\varepsilon _{0}} on E és el camp elèctric causat per la càrrega sobre el conductor i {\displaystyle \varepsilon _{0}} és la permitivitat de l'espai lliure. Aquesta equació només és estrictament precisa per a conductors amb una àrea infinitament gran, però proporciona una bona aproximació si E es mesura a una distància euclidiana infinitesimament petita de la superfície del conductor.

### Col·loides i objectes immersos
| Compost                 | Fórmula química | Punt de càrrega zero |
| ----------------------- | --------------- | -------------------- |
| òxid de tungstè (VI).   | WO3             | 0,2–0,5              |
| carbur de silici (alfa) | SiC             | 2–3,5                |
| òxid de manganès (IV).  | MnO2            | 4–5                  |
| nitrur de silici        | Si3N4           | 6–7                  |
| òxid de tal·li (I).     | Tl 2 O          | 8                    |
| òxid de coure(II).      | CuO             | 9,5                  |
| òxid de níquel (II).    | NiO             | 10–11                |

Quan una superfície està immersa en una solució que conté electròlits, desenvolupa una càrrega superficial neta. Això es deu sovint a l'adsorció iònica. Les solucions aquoses contenen universalment ions positius i negatius (cations i anions, respectivament), que interaccionen amb càrregues parcials a la superfície, adsorbint-se i ionitzant així la superfície i creant una càrrega superficial neta. Aquesta càrrega neta dóna lloc a un potencial superficial [L], que fa que la superfície estigui envoltada per un núvol de contra-ions, que s'estén des de la superfície fins a la solució, i també, generalment, produeix repulsió entre partícules. Com més grans siguin les càrregues parcials del material, més ions s'adsorbeixen a la superfície i més gran és el núvol de contraions. Una solució amb una concentració més alta d'electròlits també augmenta la mida del núvol de contraions. Aquesta capa d'ions/contrairions es coneix com a doble capa elèctrica.
El pH d'una solució també pot afectar molt la càrrega superficial perquè els grups funcionals presents a la superfície de les partícules sovint poden contenir oxigen o nitrogen, dos àtoms que es poden protonar o desprotonar per carregar-se. Així, a mesura que canvia la concentració d'ions d'hidrogen, també ho fa la càrrega superficial de les partícules. A un pH determinat, la càrrega superficial mitjana serà igual a zero; això es coneix com el punt de càrrega zero (PZC). A la dreta es mostra una llista de substàncies comunes i els seus PZC associats.

## Potencial interfacial
Una interfície es defineix com el límit comú format entre dues fases diferents, com ara entre un sòlid i un gas. El potencial elèctric, o càrrega, és el resultat de la capacitat d'un objecte per moure's en un camp elèctric. Així, un potencial interfacial es defineix com una càrrega situada al límit comú entre dues fases (per exemple, un aminoàcid com el glutamat a la superfície d'una proteïna pot desprotonar l'àcid carboxílic de la cadena lateral en ambients amb pH superior a 4,1 per produir un aminoàcid carregat a la superfície, que crearia un potencial interfacial). El potencial interfacial és responsable de la formació de la doble capa elèctrica, que té un ampli ventall d'aplicacions en el que s'anomena fenòmens electrocinètics. A continuació es descriu el desenvolupament de la teoria de la doble capa elèctrica.

### Helmholtz
El model anomenat "doble capa elèctrica" va ser introduït per primera vegada per Hermann von Helmholtz. Se suposa que una solució només es compon d'electròlits, que no es produeixen reaccions a prop de l'elèctrode que puguin transferir electrons i que les úniques interaccions de Van der Waals estan presents entre els ions en solució i l'elèctrode. Aquestes interaccions sorgeixen només a causa de la densitat de càrrega associada a l'elèctrode que sorgeix d'un excés o d'una deficiència d'electrons a la superfície de l'elèctrode. Per mantenir la neutralitat elèctrica, la càrrega de l'elèctrode s'equilibrarà mitjançant una redistribució d'ions propers a la seva superfície. Així, els ions atrets formen una capa que equilibra la càrrega de l'elèctrode. La distància més propera que un ió pot arribar a l'elèctrode estarà limitada al radi de l'ió més una sola esfera de solvació al voltant d'un ió individual. En general, s'observen dues capes de càrrega i una caiguda de potencial des de l'elèctrode fins a la vora de la capa exterior (plano Helmholtz exterior). Donada la descripció anterior, el model de Helmholtz és de naturalesa equivalent a un condensador elèctric amb dues plaques de càrrega separades, per la qual cosa s'observa una caiguda de potencial lineal a una distància creixent de les plaques.

### Gouy-Chapman

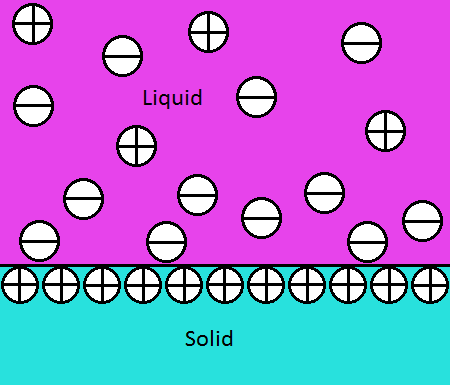
Múltiples capes de càrrega negativa s'acumulen prop d'una superfície carregada positivament per formar una doble capa.

La teoria de Gouy-Chapman descriu l'efecte d'una càrrega superficial estàtica sobre el potencial d'una superfície. " Gouy va suggerir que el potencial interfacial a la superfície carregada es podria atribuir a la presència d'un nombre d'ions de càrrega donada units a la seva superfície i a un nombre igual d'ions de càrrega oposada a la solució". Una càrrega superficial positiva formarà una doble capa, ja que els ions negatius en solució tendeixen a equilibrar la càrrega superficial positiva. Els ions contraris no es mantenen rígidament, sinó que tendeixen a difondre's a la fase líquida fins que el potencial contrari creat per la seva sortida restringeix aquesta tendència. L'energia cinètica dels contra-ions afectarà, en part, el gruix de la doble capa difusa resultant. La relació entre C, la concentració de contraions a la superfície i {\displaystyle C_{o}}, la concentració de contraions a la solució externa, és el factor de Boltzmann: {\displaystyle C=C_{0}e^{-{\frac {\psi ze}{k_{\mathrm {B} }T}}}} on z és la càrrega de l'ió, e és la càrrega d'un protó, k B és la constant de Boltzmann i ψ és el potencial de la superfície carregada.

### Potencial superficial

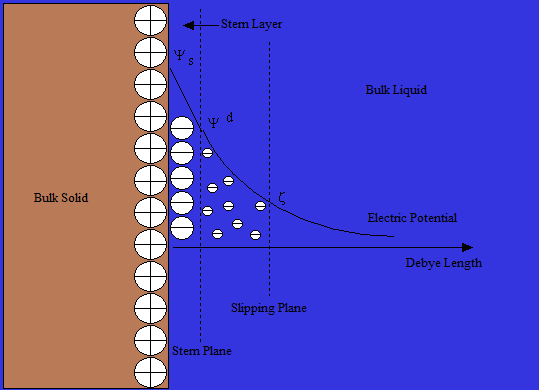
Una superposició simplificada de múltiples capes d'ions i potencial elèctric amb l'augment de la longitud de Debye. La primera capa d'ions absorbits es coneix com el pla interior de Helmholtz. A continuació, hi ha una capa de contraions hidratats i absorbits no específicament que representen un pla de Helmholtz exterior.

La relació entre càrrega superficial i potencial superficial es pot expressar mitjançant l'equació de Grahame, derivada de la teoria de Gouy-Chapman assumint la condició d'electroneutralitat, que estableix que la càrrega total de la doble capa ha de ser igual al negatiu de la càrrega superficial. Utilitzant l'equació de Poisson unidimensional i suposant que, a una distància infinitament gran, el gradient de potencial és igual a 0, s'obté l'equació de Grahame: {\displaystyle \sigma ={\sqrt {8c_{0}\varepsilon \varepsilon _{0}k_{\mathrm {B} }N_{a}T}}\sinh \left({\frac {ze\psi _{0}}{2k_{\mathrm {B} }T}}\right)} on {\displaystyle c_{0}} és la concentració a granel de l'electròlit, {\displaystyle N_{A}} constant d'Avogadro i T la temperatura absoluta.

## Aplicacions
Les superfícies carregades són extremadament importants i s'utilitzen en moltes aplicacions. Per exemple, les solucions de partícules col·loïdals grans depenen gairebé completament de la repulsió deguda a la càrrega superficial per mantenir-se disperses. Si aquestes forces repulsives s'haguessin d'interrompre, potser per l'addició d'una sal o d'un polímer, les partícules col·loïdals ja no podrien mantenir la suspensió i, posteriorment, flocularien.

### Fenòmens electrocinètics

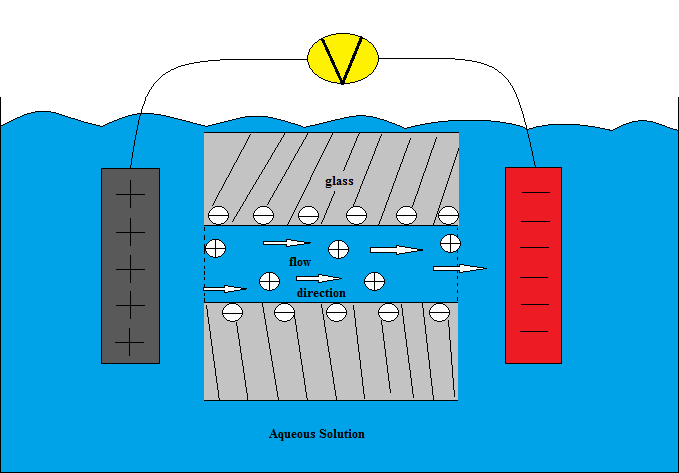
Diagrama que representa l'electroosmosi a través d'un capil·lar de vidre submergit en una solució aquosa.

Els fenòmens electrocinètics es refereixen a una varietat d'efectes resultants d'una doble capa elèctrica. Un exemple destacable és l'electroforesi, on una partícula carregada suspesa en un medi es mou com a resultat d'un camp elèctric aplicat. L'electroforesi s'utilitza àmpliament en bioquímica per distingir molècules, com les proteïnes, en funció de la mida i la càrrega. Altres exemples inclouen l'electroosmosi, el potencial de sedimentació i el potencial de flux.